# Cova de la Guineu
La cova de la Guineu (en catalán, la «cova de la Guineu») es un yacimiento arqueológico situado en el municipio de Fontrubí (Alto Panadés, España) y frecuentado por los humanos desde el Paleolítico hasta la Edad Contemporánea como zona de alojamiento (ya fuese de forma continuada o de forma esporádica), como zona de almacenamiento, como redil o como cámara sepulcral, en diferentes momentos de su historia.

## Descripción

### Geología
La cueva de la Guineu, se halla en la Cordillera prelitoral catalana, dentro de la sierra de Font-Rubi, concretamente en el Puig de la plana pineda.
La geología del terreno es la típica del jurásico-triásico con una capa de greses rojas del keuper, cubierta por una capa de roca caliza del muschelkalk, en la cual se formó la cueva. La formación de esta cueva es resultado de un modelado kárstico del paisaje, es decir el agua se filtró a través de las grietas formadas en la superficie de la roca calcárea, disolviendo el carbonato cálcico de la roca caliza y formando la cueva.  
Desde el tardiglaciar del cueva se ha ido colmatando progresivamente, hasta tener apariencia de un cau en el siglo XX. Las excavaciones arqueológicas nos muestras que la colmatación más antigua se debe a la propio dinámica kárstica debido a la disolución de la roca calcárea por acción del agua y su transformación en arcillas rojas y la más moderna se debe a llegada de depósitos de vertiente. A ello se le sumaría la caída de bloques de la pared de la cueva, que fue una constante a lo largo de la historia de la cueva aunque cabe destacar tres episodios, uno en un momento del Paleolítico no determinado que corresponde con la IV ocupación, un segundo episodio durante el Epipaleolítico y el último durante la Edad Media.

### Clima y vegetación
El análisis de los restos antracológicos, malacológicos, y de la microfauna, nos aportan una importante información sobre los cambios en la vegetación y el clima de la zona, asociados al fin del pleistoceno. 
Cabria destacar la información aportada por los estudios antracológicos de los carbones procedentes del nivel III, datado en 9850 +- 50,  realizados por el Laboratorio físico-químico del Museo de Arqueología de Barcelona que nos permite el cambio en la vegetación que se produjo durante el final del pleistoceno. 
Los carbones procedentes de la base de este nivel nos muestra una vegetación típica de un clima frío y seco, dominado por la robledas en las zonas más húmedas y por pinares y maquia  las zonas más áridas, mientras que los carbones procedentes de la parte superior de este nivel nos muestra un aumento de la presencia del roble, tejo y arce blanco en detrimento delpino, lo que nos indica un aumento de la pluviosidad y atemperación de las temperaturas. También aparecen chopos, encinas y brezos que son propios de climas templados y lluviosos. 
Actualmente en el entorno de la cueva, predominan los bosques de coníferas, pastos y matorrales templados.

## Historia del yacimiento

### Descubrimiento
El yacimiento fue descubierto por Pero Giro Romeu en 1951. 

### Intervenciones del AECCM
Entre 1979 y 1982 la Asociació d´Estudis Cientifics i Culturals de Mediona, vaciaron la cueva. Estas intervenciones afectaron a los niveles de época ibérica que respondían a ocupaciones esporádicas de la cueva, a niveles de la Edad del Bronce, del Eneolítico y Neolítico antiguo. 

### Excavaciones científicas

#### Excavación 1983
La primera excavación científica que se lleva a cabo en la Cova de la Guineu es dirigida por Josep Mestres y Mercader, de la sección de arqueología del museu de Vilafranca del Penedès 1983, que realizó un sondeo de 2x2 m, en el área menos afectada por las actuaciones del AECCM

#### Excavaciones del Equip Guineu
Desde 1898 el Equip Guineu ha excavado cada año la cueva hasta la actualidad y ha llevado a cabo otras tareas de investigación en la zona, como el cribado de la tierra abocada al exterior de la cueva durante las actuaciones de AECC, así como la prospección del territorio adyacente, descubriendo otros yacimientos como la Cova del Bolet en 1992, Cova del Toixo en 1993, Cova de la Plana Pineda en 1994 y cova del bon Jaumet en 1995.

## Hallazgos

### Ocupaciones Paleolíticas
Los trece niveles anteriores al Epipaleolítico, hallados en un sondeo realizado en el cuadro E4, parece indicar el uso esporádico de la cueva en un momento indeterminado del paleolítico. Estas ocupaciones se caracterizan por la presencia de hogares muy simples y de industria lítica, principalmente raederas y elementos de talla microlaminar con dorsal rebajado.

### Ocupaciones Epipaleolíticas
La primera ocupación intensiva de la cueva se produciría en los niveles IIIA i IIIb donde se ha hallado un mayor cantidad de restos. En estos dos niveles se han distinguido cuatro suelos de ocupación donde encontramos restos de fauna e industria lítica, principalmente raederas y elementos de talla microlaminar con el dorso rebajado. 
Durante estas cuatro ocupaciones los habitantes de la cueva habría utilizado un hogar en cubeta y delimitado por piedras, donde se ha hallado abundantes restos de fauna e industria lítica, que nos permiten relacionar esta estructura con el preparado de alimentos así como la producción de industria lítica y hogares más simples. 
En lo tocante a la industria lítica cabe decir que el 90 % de los instrumentos están tallados en sílex, y el resto en cuarzo, cuarcita.  Las tipologias más comunes son las raederas y los elementos de talla microlaminar con el dorsal rebajado. El hallazgo de un punzón sobre un metápodo de cabra, nos muestra que estas comunidades también habrían empleado industria ósea. 
Respecto a la fauna hallada cabe decir que el 90 % de los restos de fauna corresponden a restos de conejo y malacofauna continental concretamente el cepea nemoralis y hortensis, es decir caracol rayado y caracol de labio blanco, los hallazgos de malacofauna marina son muy escasos y parecen indicar una explotación puntual de este recurso, cabe destacar la presencia de una valva de glycymeris con una perforación para ser usada como colgante. También se encuentran algunos restos de macromamíferos como ciervo, cabra salvaje, jabalí  y corzo y de aviofauna como la perdiz.  En definitiva estamos ante el patrón de caza y recolección observado en otros asentamientos de la misma cronología en esta zona. 
Sobre las pautas de aprovechamiento de la flora, únicamente se ha podido documentar el uso de leña para hacer fuego, aunque no es posible que los grupos que habitaron esta cueva también recolectaron frutos que crecen en la zona. El estudio de los carbones nos ha mostrado que las especies explotadas están cercanas a la cueva y son sobre todo pino, roble y cerecino. En algunos hogares solo encontramos el uso de pino y en otros esta especie se combina con roble o con el cerecino. El uso de diferente combustible podría indicar un uso diferente de los hogares. 

### Ocupaciones posteriores
Durante el neolítico cardial y post cardial la cueva fue usada como redil y lugar de almacenamiento, como nos muestra la presencia de fumiers (acumulaciones de estiércol) y restos de cerámica. Posteriormente durante el tercer y cuarto milenio a cueva adquiere un uso funerario, habiendo sido enterrada en ella en torno a unos 70 individuos acompañados de sus respectivos ajuares funerarios. Durante el bronce final la cueva retoma su función como redil y lugar de almacenamiento. Y finalmente Desde época ibérica,  hasta el siglo XX la cueva es usada de forma intermitente, alternado usos de redil, habitación, cabiendo destacar un posible uso de la cueva como lugar de culto en época ibérica.
- Datos: Q20104965